# Phytobia inusitata
Phytobia inusitata är en tvåvingeart som beskrevs av Spencer 1966. Phytobia inusitata ingår i släktet Phytobia och familjen minerarflugor. Inga underarter finns listade i Catalogue of Life.